# Ambalangoda
Ambalangoda est une ville côtière située dans le district de Galle, dans la province méridionale du Sri Lanka.
Régie par le conseil urbain d'Ambalangoda, la ville est connue pour ses anciens masques « démoniaques » et ses danseurs « diaboliques ». Située à environ 87 kilomètres au sud de Colombo, elle se trouve à une altitude de 13 mètres au-dessus du niveau de la mer.

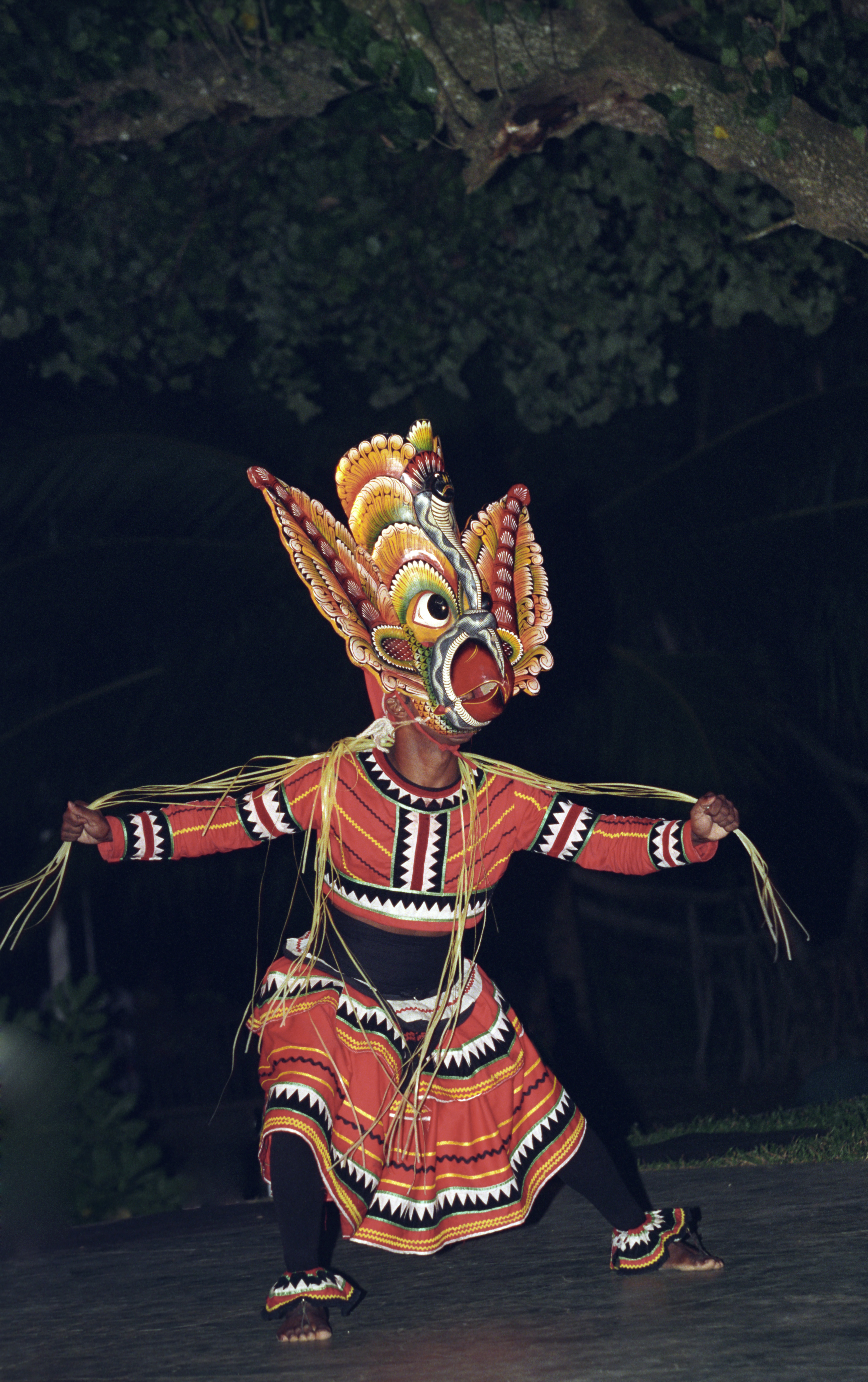
Un danseur "diabolique" (devil dancer)

## Histoire
En raison de l'abondance de cannelle dans son arrière-pays, Ambalangoda était le site d'un avant-poste de la Compagnie néerlandaise des Indes orientales au XVIIIe siècle. Composé d'une maison de repos (aujourd'hui démolie) et d'un tribunal situé sur une petite falaise surplombant la plage, il servait de résidence au magistrat néerlandais local et aux dignitaires se rendant à Galle et à Colombo. Le gouverneur militaire britannique Frederick North aurait passé une nuit à la maison de repos lors de sa tournée autour de Ceylan en 1803.  Simon Casie Chitty, dans son Ceylon Gazetteer en 1833, donne le récit suivant :

« Amblangodde, un village considérable, une maison de repos et une station postale, à environ 15 milles au sud de Bentotte et 19 au nord de Galle. Il a un grand nombre de maisons couvertes de tuiles, et est plus grand que la plupart des villages de cette partie du pays, et était autrefois le poste d'un magistrat.

Les habitants sont exclusivement des pêcheurs, et une grande partie d'entre eux se livrent au cabotage entre l'île et la côte de Coromandel. Ici se trouvent un Wihare remarquablement splendide, ainsi qu'une école appartenant aux missionnaires wesleyens. »

Dans son guide de voyage Book of Ceylan en 1907, Henry William Cave décrit Ambalangoda comme « un lieu balnéaire agréable où l'on peut obtenir un bon hébergement et une excellente nourriture, et où l'on peut profiter en parfaite sécurité du luxe rare de se baigner en pleine mer ». La maison de repos, qui fut une hôtellerie confortable composée de huit chambres, a été rasée par décision d'un homme politique local en 2009.

## Masques et marionnettes
La commune est réputée pour la fabrication de masques et de marionnettes en bois,,.  
Les masques traditionnels sont sculptés dans du balsa clair comme le bois de « kaduru » (Nux vomica). Les arbres « kaduru » poussent dans les terres marécageuses bordant les rizières. Le bois est séché à la fumée pendant une semaine en préparation. Les masques sculptés et peints à la main dans les drames de danse traditionnels sont à la fois vibrants et colorés.

## Centres d'intérêt
- Temple Siri Vijayarama Viharaya (Hirewaththa).
- Palais de justice néerlandais (construit en 1750)
- Temple Galgoda Sailatalaramaya Maha Vihara - La plus longue statue de Bouddha couché d'Asie du Sud (35 mètres (115 pieds))
- Sunandarama Vihara - l'un des plus anciens temples bouddhistes de la côte sud, avec le plus grand Thorana (arche de porte) du Sri Lanka
- Zones humides de la rivière Madu - l'estuaire de Madu Ganga, qui s'étend sur 915 hectares, est relié par deux canaux étroits au lac Randombe, formant un système complexe de zones humides englobant 64 îlots de mangrove. C'est une zone humide classée.
- Piscine rocheuse - Une piscine de plage naturelle formée de deux rochers inclinés sur la plage derrière l'ancienne maison de repos. Mentionné dans plusieurs récits historiques comme un endroit sûr pour les baigneurs.

## Cuisine
Ambalangoda a maintenu un fort attachement aux fruits de mer en raison de son lien de longue date avec l'industrie de la pêche. Les spécialités locales, dont la plupart sont constituées de plats de poisson épicés, comprennent :
- Biling Achcharu - Un condiment épicé à base de biling séché , de poisson des Maldives et de piments .
- Poisson ambul thiyal - Un plat de poisson, principalement du thon, cuit à sec dans un assaisonnement épais de poivre , de citron vert, de sel et d'épices.
- Poisson jaadi - Poisson conservé dans une marinade de citron vert, vinaigre et sel[8].

## Transports
Ambalangoda est desservie par la ligne côtière des chemins de fer du Sri Lanka. La gare d'Ambalangoda, construite en 1894, gare majeure de cette ligne, est reliée aux villes de Colombo et de Galle.